# Emmanuel Houcou
Emmanuel Houcou (* 14. Februar 2003 in Schœlcher, Martinique) ist ein französischer Radsportler, der Rennen auf Straße und Bahn bestreitet.

## Sportlicher Werdegang
Emmanuel Houcou wuchs in Saint-Esprit auf Martinique auf. Auch sein Vater Alexandre war als Radsportler aktiv. Im Alter von fünf Jahren fuhr Houcou sein erstes Radrennen auf dem Mountainbike. Aufgrund seiner Erfolge in der Heimat wurde er 2019 in die Nachwuchsgruppe Pôle France Outre-Mer in Hyères des französischen Radsportverbandes aufgenommen; für diesen Karriereschritt musste er Martinique verlassen.
2021 wurde Emmanuel Houcou Vize-Europameister der Junioren in der Mannschaftsverfolgung sowie französischer Meister in dieser Disziplin. 2024 und 2025 errang er bei U23-Europameisterschaften jeweils Silber im Ausscheidungsfahren. Auf der Straße belegte er 2024 Platz zwei beim Rennen Paris–Troyes.
Für 2025 erhielt Houcou einen Vertrag beim Team Arkéa-B&B Hôtels Continentale, als erster Radsportler aus Martinique, der es zum Profi schaffte, wofür er auf seiner Heimatinsel gefeiert wurde. Bei Paris–Roubaix Espoirs 2025 belegte er Platz neun, wurde Zweiter bei der Youngster Coast Challenge und gewann eine Etappe des Orlen Nations Grand Prix.

## Berufliches
Houcou absolviert zudem ein Studium der Sportwissenschaft an der Universität Aix-Marseille.

## Erfolge

### Bahn
2021
- Junioren-Europameisterschaft – Mannschaftsverfolgung (mit Grégory Pouvreault, Eddy Le Huitouze und Alexandre Boxe)
- Französischer Meister – Mannschaftsverfolgung (mit Corentin Ermenault, Cédric Monge und Hugo Pommelet)[6]

2024
- U23-Europameisterschaft – Ausscheidungsfahren

2025
- U23-Europameisterschaft – Ausscheidungsfahren

## Straße
2025
- eine Etappe Orlen Nations Grand Prix
- eine Etappe Tour Alsace (Mannschaftszeitfahren)